# Temnora livida
Temnora livida är en fjärilsart som beskrevs av Holland 1889. Temnora livida ingår i släktet Temnora och familjen svärmare. Inga underarter finns listade i Catalogue of Life.